# الهلال الأخضر
الهلال الأخضر (بالتركية: Yeşilay)‏ هي منظمة غير ربحية تحارب التدخين والكحول والإدمانات الأخرى مثل تعاطي المخدرات، وتوفر خدماتها للجميع، وخاصة الشباب المتأثرين بأي نوع من الإدمان الضار بحياتهم أو صحتهم. تأسست المنظمة في 5 مارس 1920 في اسطنبول .

## نشاط المنظمة
أصبحت منظمة الهلال الأخضر عضوًا في العديد من الجمعيات والتحالفات الدولية لمكافحة الإدمان في أوروبا والعالم منها مراكز ومكاتب تابعة للأمم المتحدة، جمعية ابن سينا الصحية التابعة لهيئة منظمة التعاون الإسلامي، والاتحاد العالمي للجمعيات الطبية الإسلامية، وتعمل مع مؤسسات تحمل نفس الاسم في أكثر من 50 دولة في مختلف أنحاء العالم لمكافحة الإدمان تحت مظلة اتحاد الهلال الأخضر الدولي.
شاركت المنظمة عام 2019 في منتدى الصحة العالمي بدعوة من منظمة الصحة العالمية، وكذلك تقيم المنظمة مؤتمرات دورية مختصة بالصحة.